# Anisia peregrina
Anisia peregrina är en tvåvingeart som beskrevs av Wulp 1890. Anisia peregrina ingår i släktet Anisia och familjen parasitflugor. Inga underarter finns listade i Catalogue of Life.